# Dank Magdolna
Dank Magdolna Vilma (Budapest, 1961 –) egyetemi tanár, belgyógyász, klinikai onkológus, klinikai farmakológus és palliatív orvos, a hazai és nemzetközi onkológiai szakma meghatározó alakja. Kutatási és klinikai munkássága elsősorban a szolid tumorok, különösen az emlőrák és a gasztrointesztinális daganatok korszerű terápiás lehetőségeire és klinikai vizsgálataira összpontosít. 

## Tanulmányok és szakmai képesítések
Orvosi diplomáját 1986-ban szerezte a Semmelweis Orvostudományi Egyetemen, majd folyamatosan bővítette szakmai tudását:
- 1991 – Belgyógyászati szakvizsga
- 1993 – Klinikai onkológiai szakvizsga
- 2004 – Klinikai farmakológiai szakvizsga
- 2014 – Palliatív orvoslás licenszvizsga

Tudományos pályafutása során 2003-ban PhD-fokozatot szerzett, majd 2010-ben habilitált doktori címet kapott. 2017 óta egyetemi tanár, és aktívan részt vesz a fiatal kutatók képzésében, doktori hallgatók témavezetőjeként is. 

## Szakmai pályafutás
Dr. Dank Magdolna karrierje során a Semmelweis Egyetem Onkológiai Központjának igazgatójaként és a Belgyógyászati és Onkológiai Klinika igazgatóhelyetteseként is tevékenykedett. Klinikusként és kutatóként kiemelt szerepet játszik az onkológiai terápiák fejlesztésében, különös tekintettel a célzott kezelésekre és immunterápiákra. 
Számos szolid tumor típus esetében vezetett szponzorált és független prospektív, randomizált klinikai vizsgálatokat, amelyek a legkorszerűbb terápiás lehetőségek alkalmazására irányultak. Tudományos és klinikai munkássága révén jelentős szerepet tölt be a nemzetközi kutatói együttműködésekben is. 

### Tudományos és oktatási tevékenység
Dr. Dank Magdolna iskolateremtő munkát végzett az onkológiai oktatás területén. Egyetemi oktatóként és PhD-témavezetőként több generáció számára biztosított elméleti és gyakorlati képzést. Aktívan részt vesz a posztgraduális képzésben és a szakorvosképzésben, továbbá szerzője és szerkesztője több tudományos publikációnak és oktatási anyagnak. 
A közép-kelet-európai régióban meghatározó szerepet vállal az onkológiai kutatások szervezésében és támogatásában. Kiemelkedő szerepet vállal az onkológiai ellátás fejlesztésében és a legkorszerűbb terápiás megoldások népszerűsítésében. A Háziorvosok Onkológiai Kérdései című éves konferencia szervezőjeként jelentős szerepet tölt be az onkológiai ismeretek szélesebb körű elterjesztésében, különös tekintettel az alapellátásban dolgozó szakemberek továbbképzésére. 

### Nemzetközi és hazai szakmai társasági tagságok
Dr. Dank Magdolna számos magyar és nemzetközi orvosszakmai társaság aktív tagja. Az Amerikai Klinikai Onkológiai Társaság (ASCO) kelet-európai kapcsolattartója, amely szerepkörében elősegíti a nemzetközi tudományos együttműködéseket, valamint a legújabb terápiás lehetőségek régiós bevezetését. 

### Díjak és elismerések
Szakmai munkáját számos rangos elismerés és díj kíséri, többek között:
- 2024 – Batthyány-Stratmann László-díj
- 2015 – George Weber-díj a Magyar Gasztroenterológiai Társaság fejlesztéséért
- 2013 – Semmelweis Egyetem Kiváló Dolgozója elismerés
- 2013 – Dr. Dollinger Gyula-emlékérem (Az év onkológusa)
- 2011 – Wiltner-díj
- 2008 – A Magyar Köztársasági Érdemrend lovagkeresztje (polgári tagozat)

### 2025-től az Országos Onkológiai Intézet főigazgatója
Több mint három évtizedes elkötelezett klinikai és tudományos munkát követően, amely során meghatározó szerepet töltött be a Semmelweis Egyetem onkológiai ellátásának és kutatásainak fejlesztésében, dr. Dank Magdolna 2025 februárjától az Országos Onkológiai Intézet főigazgatójaként folytatja munkáját.
Az 1952-ben egykori Elme- és Ideggyógyászati Intézetből átalakult Országos Onkológiai Intézet történetében először női vezetőként veszi át a főigazgatói feladatokat. 
Új szerepkörében célja az intézmény további fejlesztése, a legkorszerűbb terápiás lehetőségek szélesebb körű bevezetése és az onkológiai betegellátás minőségének emelése, mind hazai, mind nemzetközi szinten.